# Olympische Winterspiele 1994/Freestyle-Skiing
Bei den XVII. Olympischen Spielen 1994 in Lillehammer fanden vier Wettbewerbe im Freestyle-Skiing statt. Austragungsort war die Kanthaugen Freestyleanlegg am östlichen Stadtrand.

## Bilanz

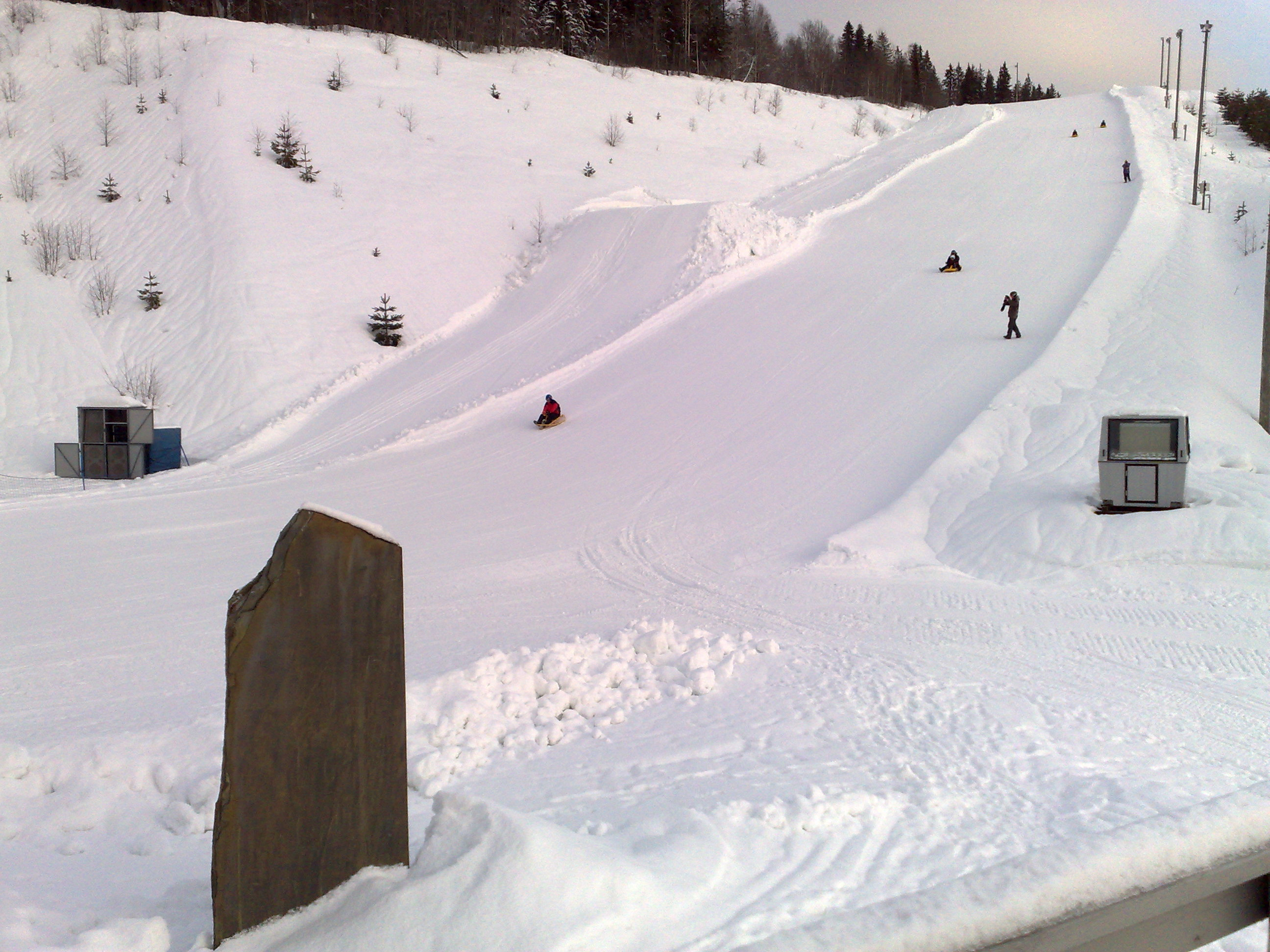
Kanthaugen (2008)

### Medaillenspiegel
| Platz | Land               | Gold | Silber | Bronze | Gesamt |
| ----- | ------------------ | ---- | ------ | ------ | ------ |
| 1     | Kanada             | 1    | 1      | 1      | 3      |
| 2     | Norwegen           | 1    | –      | 1      | 2      |
| 3     | Schweiz            | 1    | –      | –      | 1      |
| 3     | Usbekistan         | 1    | –      | –      | 1      |
| 5     | Russland           | –    | 1      | 1      | 2      |
| 6     | Schweden           | –    | 1      | –      | 1      |
| 6     | Vereinigte Staaten | –    | 1      | –      | 1      |
| 8     | Frankreich         | –    | –      | 1      | 1      |

### Medaillengewinner
| Konkurrenz  | Gold                 | Silber            | Bronze          |
| ----------- | -------------------- | ----------------- | --------------- |
| Aerials     | Andreas Schönbächler | Philippe Laroche  | Lloyd Langlois  |
| Buckelpiste | Jean-Luc Brassard    | Sergei Schuplezow | Edgar Grospiron |

| Konkurrenz  | Gold                 | Silber             | Bronze                   |
| ----------- | -------------------- | ------------------ | ------------------------ |
| Aerials     | Lina Cheryazova      | Marie Lindgren     | Hilde Synnøve Lid        |
| Buckelpiste | Stine Lise Hattestad | Elizabeth McIntyre | Jelisaweta Koschewnikowa |

## Ergebnisse Männer

### Aerials
| Platz | Land | Sportler             | Punkte |
| ----- | ---- | -------------------- | ------ |
| 1     | SUI  | Andreas Schönbächler | 234,67 |
| 2     | CAN  | Philippe Laroche     | 228,63 |
| 3     | CAN  | Lloyd Langlois       | 222,44 |
| 4     | CAN  | Andy Capicik         | 219,07 |
| 5     | USA  | Trace Worthington    | 218,19 |
| 6     | CAN  | Nicolas Fontaine     | 210,81 |
| 7     | USA  | Eric Bergoust        | 210,48 |
| 8     | SWE  | Mats Johansson       | 207,52 |
| 9     | FRA  | Jean-Marc Bacquin    | 196,88 |
| 10    | GBR  | Richard Cobbing      | 196,58 |
|       |      |                      |        |
| 14    | AUT  | Christian Rijavec    | 186,11 |
| 23    | SUI  | Herbert Kolly        | 129,10 |

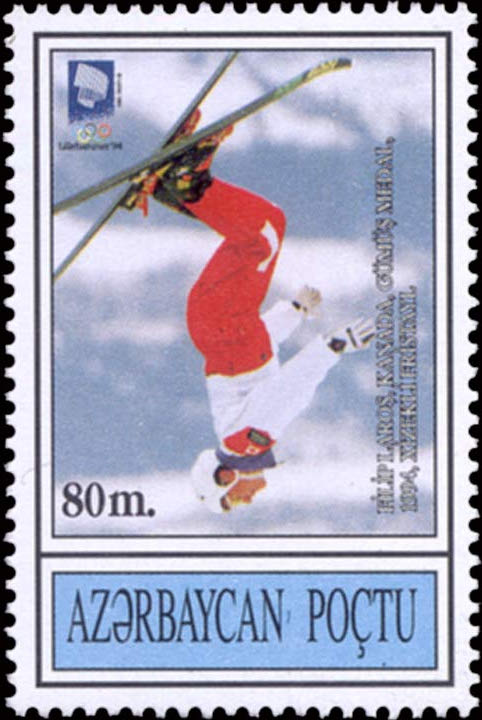
Briefmarke aus Aserbaidschan

Qualifikation: 21. Februar, 12:00 Uhr

Finale: 24. Februar, 12:00 Uhr
Anlauflänge: 60 m; Anlaufgefälle: 25° 

Auslauflänge: 37 m; Auslaufgefälle: 37°
24 Teilnehmer, alle in der Wertung.

### Buckelpiste
| Platz | Land | Sportler          | Punkte |
| ----- | ---- | ----------------- | ------ |
| 1     | CAN  | Jean-Luc Brassard | 27,24  |
| 2     | RUS  | Sergei Schuplezow | 26,90  |
| 3     | FRA  | Edgar Grospiron   | 26,64  |
| 4     | FRA  | Olivier Cotte     | 25,79  |
| 5     | SWE  | Jörgen Pääjärvi   | 25,51  |
| 6     | FRA  | Olivier Allamand  | 25,28  |
| 7     | CAN  | John Smart        | 24,96  |
| 8     | USA  | Troy Benson       | 24,86  |
| 9     | FIN  | Janne Lahtela     | 24,78  |
| 10    | SWE  | Fredrik Thulin    | 24,50  |
|       |      |                   |        |
| 17    | SUI  | Jürg Biner        | 24,30  |
| 23    | GER  | Klaus Weese       | 22,67  |

Qualifikation: 15. Februar, 12:30 Uhr

Finale: 16. Februar, 12:30 Uhr
Pistenlänge: 223 m; Pistenbreite: 11 m; Gefälle: 26° 

Start: 466 m; Ziel: 368 m; Höhenunterschied: 98 m
29 Teilnehmer, alle in der Wertung.

## Ergebnisse Frauen

### Aerials
| Platz | Land | Sportlerin           | Punkte |
| ----- | ---- | -------------------- | ------ |
| 1     | UZB  | Lina Cheryazova      | 166,84 |
| 2     | SWE  | Marie Lindgren       | 165,88 |
| 3     | NOR  | Hilde Synnøve Lid    | 164,13 |
| 4     | SUI  | Maja Schmid          | 156,90 |
| 5     | UKR  | Natalija Scherstnewa | 154,88 |
| 6     | AUS  | Kirstie Marshall     | 150,76 |
| 7     | USA  | Tracy Evans          | 139,77 |
| 8     | CAN  | Caroline Olivier     | 138,96 |
| 9     | GER  | Elfie Simchen        | 136,46 |
| 10    | BLR  | Julija Rakowitsch    | 135,53 |
|       |      |                      |        |
| 15    | SUI  | Colette Brand        | 140,42 |
| 22    | GER  | Sonja Reichart       | 038,00 |

Qualifikation: 21. Februar, 12:00 Uhr

Finale: 24. Februar, 12:00 Uhr
Anlauflänge: 60 m; Anlaufgefälle: 25° 

Auslauflänge: 37 m; Auslaufgefälle: 37°
22 Teilnehmerinnen, alle in der Wertung.

### Buckelpiste
| Platz | Land | Sportlerin               | Punkte |
| ----- | ---- | ------------------------ | ------ |
| 1     | NOR  | Stine Lise Hattestad     | 25,97  |
| 2     | USA  | Elizabeth McIntyre       | 25,89  |
| 3     | RUS  | Jelisaweta Koschewnikowa | 25,81  |
| 4     | FRA  | Raphaëlle Monod          | 25,17  |
| 5     | FRA  | Candice Gilg             | 24,82  |
| 6     | GER  | Tatjana Mittermayer      | 24,43  |
| 7     | USA  | Donna Weinbrecht         | 24,38  |
| 8     | SWE  | Ann Battelle             | 23,71  |
| 9     | CAN  | Bronwen Thomas           | 23,57  |
| 10    | ITA  | Silvia Marciandi         | 23,71  |
|       |      |                          |        |
| 18    | SUI  | Sandrine Vaucher         | 21,99  |
| 20    | GER  | Birgit Keppler           | 21,39  |

Qualifikation: 15. Februar, 12:30 Uhr

Finale: 16. Februar, 12:30 Uhr
Pistenlänge: 223 m; Pistenbreite: 11 m; Gefälle: 26° 

Start: 466 m; Ziel: 368 m; Höhenunterschied: 98 m
24 Teilnehmerinnen, alle in der Wertung.